# Google火星
Google火星（英語：Google Mars），是通过三维图像来观察火星的功能，这也是谷歌与美国国家航空航天局（NASA）合作的成果。在谷歌地球工具栏中选择“Mars（火星）”后，用户就可以通过最新的高分辨率三维图像来实现火星之旅，寻找人类发射的探测器在这颗红色星球上的着陆地点等。

## Meliza

Google火星中Meliza的图示

Google火星中还有一个功能，就是可以与「火星人」沟通。其实这个「火星人」是一个由电脑自动操作的角色，名叫Meliza。在搜索拦搜索「Meliza」，然后再按一个机械人的图示，即可与Meliza对话。